# 掛川僚太
掛川 僚太（かけがわ りょうた、1993年11月28日 - ）は日本の舞台俳優・俳優。長野県出身。ISM ENTERTAINMENT所属。

## 来歴
2024年8月3日に開催されたISM ENTERTAINMENT主催、FCイベント『ISM FCエンタ祭』2部にて"2人芝居"を企画。自身初の脚本・演出に挑戦し成功を収めた。
2024年11月28日に誕生日企画として開催した『カケ放題』にて脚本、演出、出演をすべて1人で行い、劇中に出てくる楽曲の作詞や作曲までも務めあげ、こちらも成功を収めた。

## 人物
- 特技はアクロバット・トリッキング・ギター弾き語り他。自身のTikTokをはじめ、SNSで公開している。
- 趣味は映画鑑賞、カードゲーム、サウナ、読書、モルック、ピアノ、タップダンス他。カードゲームは遊戯王やワンピースカード等をしており、自身で大会などに出場しており優勝したことがある。

## 出演

### 舞台
- 「ちぬの誓い」
- 「マジすか学園〜Lost In The SuperMarket〜」
- 「刀剣乱舞」虚伝 燃ゆる本能寺(再演)
- 「タンブリング FINAL」（2014年）- 鷹山 役
- 「弱虫ペダル」シリーズ （2015年-2017年）
  - 新インターハイ篇〜ヒートアップ〜Chief代理
  - 新インターハイ篇〜スタートライン〜
  - 箱根学園新世代、始動
  - 総北新世代、始動
  - irregular 二つの頂上
- 「劇団シャイニングfrom うたの☆プリンスさまっ♪『天下無敵の忍び道』」
- 「舞台「パタリロ!」★スターダスト計画★」 - 魔夜メンズ 役
- 「放課後の厨房男子」
- 「夢王国と眠れる100人の王子様〜on Stage〜」
- 「劇団シャイニング from うたの☆プリンスさまっ♪『Pirates of the Frontier』」
- 少年社中「天守物語」（2019年）- 山隅九平 役
- 僕のヒーローアカデミア The “Ultra” Stage
  - 「本物の英雄(ヒーロー)」
  - 「平和の象徴」（2022年5月）
- 「学園事変」（2021年1月5日-10日/日暮里d-倉庫）- 主演・熊谷直人 役
- 「笑ゥせぇるすまん」THE STAGE（2021年）
- 「鬼滅の刃」其ノ弐 絆（2021年） - 魘夢 役
- 「BORN 2 DIE」（2021年）
- しゅうくりー夢 Vol.66「君に会いたい」（2022年3月2日-6日/中野ザ・ポケット）- 狩集空 役
- 劇団TEAM-ODAC第39回本公演「破天荒フェニックス」（2022年6月1日-5日/シアターサンモール）- 里崎祐介 役
- 「隅田川ヤングロード物語」〜嗚呼!そりゃあいけねえぜ!〜（2022年10月22日-30日 ヒューリックホール東京/2022年11月12日-18日 よみうり大手町ホール/2022年11月26日-27日 松下IMPホール）
- 「遙かなる時空の中で3 Ultimate」（2023年4月23日-30日/ こくみん共済coopホール/スペース・ゼロ）- ヒノエ 役
- 「GEKIIKE本公演 第12回「漆黒ノ戰花−再演−」（2023年6月1日-5日 新宿村LIVE /2023年6月16日-18日 石垣市民会館 中ホール）- 須磨健 役
- 「果てしない海の向こうへ」（2023年11月22日-26日/六行会ホール）- ケヴィン・グレイス 役
- 「僕らの星〜灰女の輪郭〜」（2024年1月18日-21日/千本桜ホール）- 永良宵地 役
- 「廣島物語」（2024年2月21日-25日/渋谷伝承ホール）- 田辺晃一 役
- 「好きにならずにいられない」（2024年3月6日-10日/新宿シアターブラッツ）- りゅう 役
- 「GANGHOUR」（2024年4月16日-21日/ RouteTheater）- 鮫洲 役
- 「アタプエルカの洗礼」（2024年8月21日-25日/新宿シアターブラッツ）- モッコ  役
- 「ミサイルマン」（2024年10月30日-11月4日/シアターサンモール）- ランビル役
- 「カケ放題」脚本・演出・出演・作詞・作曲（2024年11月28日/RouteTheater）- DJ MATSU、宇尾野仁、越智蒼斗 役
- 「路地裏物語」（2024年12月4日-8日/シアターグリーンBOX in BOX THEATER）- 田沢正志 役
- 「三ツ星アラカルト」（2025年1月22日-26日/六行会ホール）- 井上歌月 役
- 「くるわ、くるら」（2025年2月12日-16日/シアターモリエール）- きょう 役
- 「殺し屋トレイシー兄弟の楽しすぎる夜」（2025年3月19日-23日/シアターサンモール）- トーマス・レイノルズ 役
- NLT Stage「息る。」（2025年6月18日-22日/RouteTheater）

### 朗読劇
- 「夏砂に描いた」（2023年9月28日-10月1日 赤坂πTOKYO ）- 彼 役

### 映画
- 「謝罪の王様」（2013年）- 衛兵 役
- 「劇場版パタリロ!」(2019年) - スナイパー 役
- 「東京リベンジャーズ2 血のハロウィン編 -運命-」（2023年）

### TV
- 「疑惑」(2012年、CX) - 記者 役
- 「ドクターX〜外科医・大門未知子〜」(2012年、CX) - ペンケーシー 役
- 「山田くんと7人の魔女」(2013年、EX) - 高校生 役
- 「恋文日和」(2013年、YTV) - サトシ 役

### CM
- HAKUNA WEB CM「STORY BOARD」(2021年) - ブルー 役